# Triboci
I Triboci, che probabilmente appartenevano alla grande famiglia germanica dei Suebi, nonostante il nome celtico, insieme ai Vangioni e ai Nemeti (anche questi due popoli di nome celtico) abitavano probabilmente già al tempo di Cesare sulla sinistra del Reno, o al di qua o al di là del fiume. In seguito, come attestano le fonti, i Nemeti si trovavano nella bassa Alsazia, nell'area di Strasburgo, mentre i Vangioni e i Nemeti erano attestati lungo il Reno fino alla zona di Mogontiacum (Magonza). Al tempo di Augusto furono riuniti in un'unica organizzazione, e confinavano a ovest coi Leuci, i Mediomatrici e i Treviri, fungendo da stato cuscinetto tra Galli e Germani.